# 헬렌 월턴
헬렌 롭슨 월턴(영어: Helen Robson Walton, 1919년 12월 3일~2007년 4월 19일)은 미국의 자선가이자 월마트의 창립자 샘 월턴의 부인으로 당시 재산은 164억 달러로 미국에서 11번째로 가장 부유한 사람이자 세계에서 가장 부유한 여자였다. 오클라호마주 클레어모어 출생으로 오클라호마 대학 졸업 후 1943년 2월 14일 샘 월턴과 결혼했다. S. 롭슨 월턴, 존 T. 월턴, 짐 월턴, 앨리스 월턴 등 4명의 아이들을 낳았으며 1992년 샘 월턴 사후에도 이사회에 재직했다. 2007년 4월 19일 아칸소주 벤톤빌에서 심장마비로 사망하고 그녀의 재산은 모두 자선 단체에 기부되었다.